# Èdip (Voltaire)
|  | Aquest article tracta sobre Obra de Voltaire. Vegeu-ne altres significats a «Èdip (desambiguació)». |

Èdipe és la primera obra teatral de Voltaire, que va ser representada per primera vegada el 18 de novembre de 1718 a la Comédie-Française, sense gran abast, ja que es conforma a reprendre el mite d'Èdip, sense afegir-hi novetats importants, i intenta trobar la simplicitat grega. L'obra descansa principalment sobre l'amor de Filoctetes per a Iocasta.
Èdip és el primer escrit on Arouet fa servir el nom de Voltaire. Va corregir aquesta tragèdia en el moment del seu empresonament el 1717, va aparèixer en el moment del seu primer exili a Châtenay-Malabry i va ser acollida amb un extrem favor. Marca el començament de l'èxit de l'autor en la carrera teatral.
La peça va tenir, en la seva estrena, 45 representacions. Quinault-Dufresne representà Èdip, i Charlotte Desmares, Iocasta. Va ser represa el 7 de maig de 1723, amb Mme. Le Couvreur i Quinault-Dufresne i es va mantenir al repertori de la Comèdia-Francesa fins al 1852.